# Bercianos del Páramo
Bercianos del Páramo è un comune spagnolo di 841 abitanti situato nella comunità autonoma di Castiglia e León.